# Isna de São Carlos

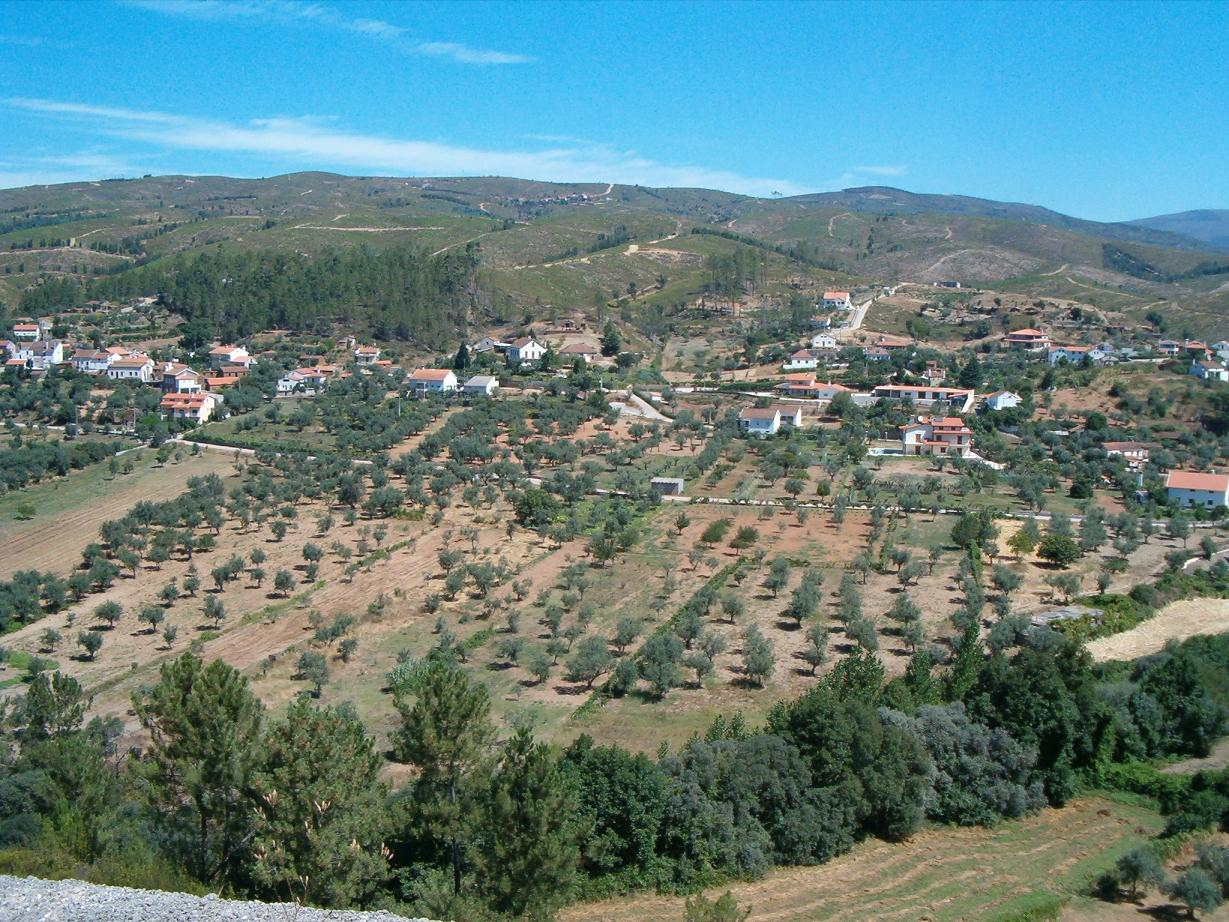

Isna de São Carlos é uma aldeia portuguesa com cerca de 100 habitantes, pertencente à Freguesia de Várzea dos Cavaleiros, concelho da Sertã, distrito de Castelo Branco, região Centro, sub-região do Pinhal Interior Sul e diocese de Portalegre e Castelo Branco.